# Xanthorhoe inspurcata
Xanthorhoe inspurcata là một loài bướm đêm trong họ Geometridae.